# Rodriguessolitär
Rodriguessolitär, tidigare solitärfågel, (Pezophaps solitaria), är en utdöd drontfågel som levde fram till och med 1760-talet. Liksom dronten anses den numera ingå i familjen duvor och är närmast släkt med till exempel kronduvor och tandduva.
Rodriguessolitären upptäcktes 1691 på ön Rodrigues som ligger i Indiska oceanen i ögruppen Maskarenerna och beskrevs 1708. Som alla arter i familjen drontfåglar så var denna art oförmögen att flyga och hade mycket små vingar. Den ska ha mätt cirka 80 cm och vägt ungefär 20 kg. Den ska ha haft längre ben och smalare näbb än dronten.
Idag känner vi till den mest genom de ben av solitärfågel som främst har hittats i grottor på Rodriges. Rodriguessolitären hade en ovanligt stor knotig benklump på ett av vingbenen. När den levde måste denna knopp ha varit täckt med ett tjockt lager skinn och den kan ha använts som ett vapen för att hävda revir. Kanadagåsen har en liknande konstruktion.
Den mesta informationen om solitärfågelns utseende och beteende kommer annars från François Leguet, som var ledare för en grupp franska hugenotter på ön mellan 1691 and 1693. Bland annat beskrev han att ett häckande par inte tillät några andra solitärfåglar att komma nära boet. När så skedde jagade den häckande hanfågeln bort hanfåglar och den häckande honfågeln jagade bort honfåglar. Om en häckande hanfågel stötte på en hona vid boet kallade han genast på sin partner som fick jaga bort honan.
Leguet ansåg också att köttet från solitärfågel var en delikatess och då speciellt ungfåglar som fångades på sommaren.
Rodriguessolitären var fortfarande på 1730-talet ganska vanlig. Fågeln slaktades dock i stor mängd och även katter, som tagits med till ön, gick hårt åt populationen. När den franske ingenjören och upptäcktsresanden Joseph-François Charpentier de Cossigny försökte få tag på en solitärfågel 1755 misslyckades han. Samma sak hände när ett franskt forskningsfartyg besökte ön 1761 trots att befolkningen påstod att fågeln fortfarande fanns kvar på ön.